# オランダの建築
オランダの建築（英語: Architecture of the Netherlands）は、現在のオランダ領土内における建築の歴史を指し、一般にオランダに含まれがちなベルギーを除外したものといえる。
オランダ建築の独自性は長らく評価されて来なかったが、実際には中世より現代に至るまで、その豊かな創造性がその反証となり、今日においては一層高く評価されている。19世紀までは、オランダの建築はフランドルの建築様式と多くの共通点を有していた。これは、両地域がルネサンス期まで共通の文化的背景を有していたためである。しかし、17世紀以降、商業的かつ牧歌的な自由を享受したオランダは、長きにわたり外部の支配を受けてきたカトリックのフランドルとは異なり、その建築様式にも独自の特色を有するようになった。とりわけ、オランダにおいてはフランドル建築と異なり、石材の使用が制限されていた。これは、この地に石材が少ないためであり、代わりに煉瓦が多く用いられ、その煉瓦は道路の舗装にも使われていた。
オランダ建築は、特定のスタイルに還元することは出来ないが、実用性と無駄を排除する精神が顕著である。この特徴は、オランダが特異な環境に置かれていることに起因して発展してきた。オランダは常に洪水の脅威にさらされており、そのためオランダの人々は創意工夫と革新精神を駆使してその問題に立ち向かってきた。エリー・フォールは彼の『美術の歴史』（1920年に出版）において、オランダ人がどのようにして自国と向き合ってきたのかを次のように述べる。
- かれらは十世紀にわたり泥を征服し、その上に都市を築き、沼地に沈まない都市を作り上げ、高潮によって泥や砂に埋もれそうな都市を守るために戦ってきた。
- 厳しい生活を送っていたが、今ではその暮らしは豊かなものとなり、南方の国々で知識を求めることなく、自由や余暇に翻弄されることなく、情熱的な刺激を受け、抑制されるべき無限の想像力に苦しみながらも、かれらは日常の中に満足を見出している。